# (539613) 2016 SZ40
(539613) (539613) 2016 SZ40 es un asteroide perteneciente al cinturón de asteroides, descubierto el 2 de abril de 2014 por el equipo del Mount Lemmon Survey desde el Observatorio del Monte Lemmon, Arizona, Estados Unidos.

## Designación y nombre
Designado provisionalmente como 2016 SZ40.

## Características orbitales
(539613) 2016 SZ40 está situado a una distancia media del Sol de 2,911 ua, pudiendo alejarse hasta 2,972 ua y acercarse hasta 2,850 ua. Su excentricidad es 0,021 y la inclinación orbital 3,249 grados. Emplea 1814,06 días en completar una órbita alrededor del Sol.

## Características físicas
La magnitud absoluta de (539613) 2016 SZ40 es 16,94.